# Longbox
Il longbox è un formato d'imballaggio in cartoncino per i compact disc musicali, molto diffuso soprattutto negli anni '80 in Nord America.
A partire dagli anni '90, è stato definitivamente sostituito dal moderno jewel case.
Il nome "longbox" deriva dalle dimensioni del cartoncino stesso, molto più lungo e ingombrante rispetto ai moderni jewel case.